# Eurovisiesongfestival 2025
Het Eurovisiesongfestival 2025 werd gewonnen door de solozanger JJ voor Oostenrijk. Hij zong het deels door hemzelf geschreven lied Wasted love. Het was de 69ste editie van deze jaarlijks landenwedstrijd en werd gehouden in het Zwitserse Bazel. Het festival werd georganiseerd door de European Broadcasting Union (EBU) in samenwerking met gastomroep SRG SSR. De finale was op 17 mei. 

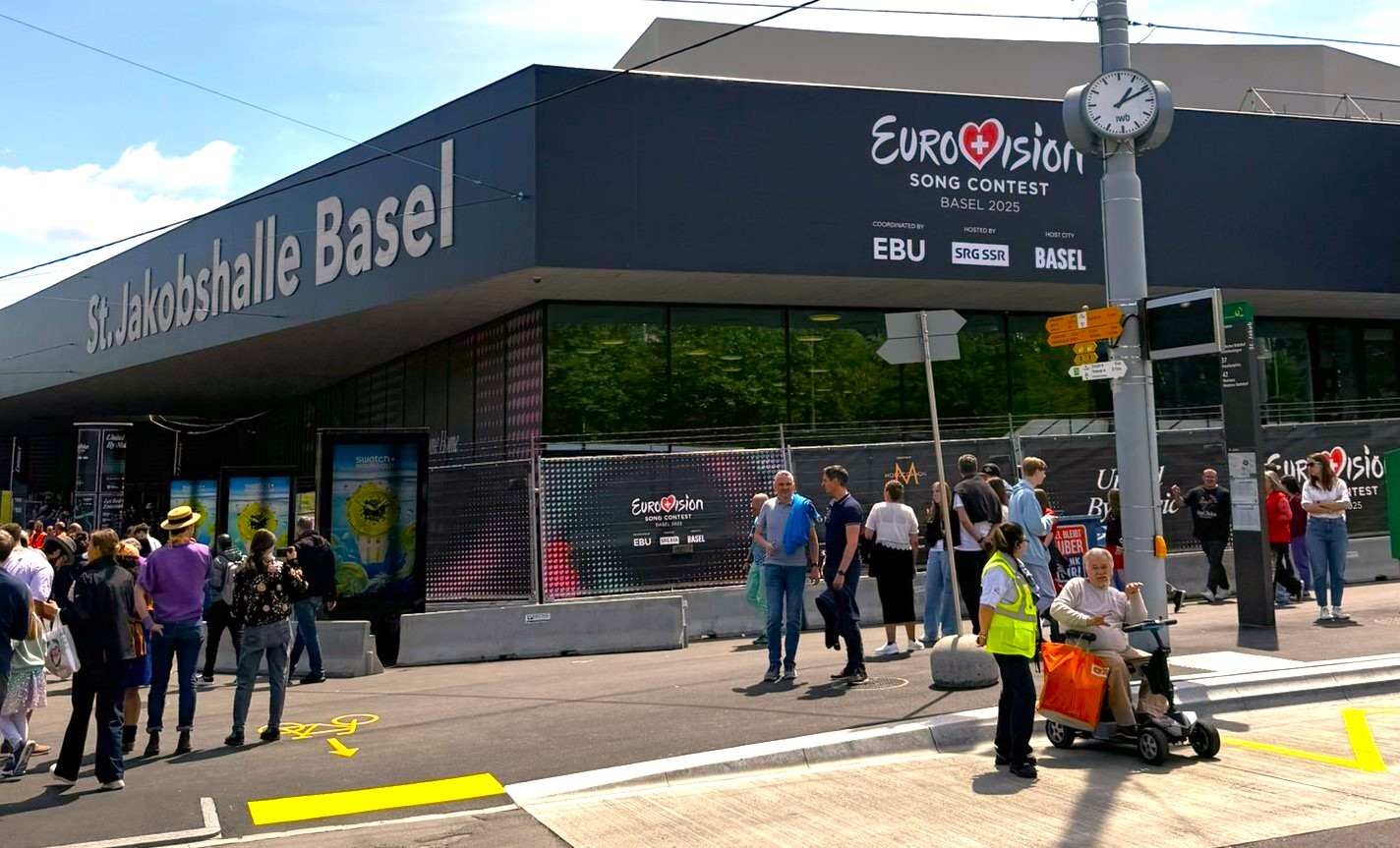
St. Jakobshalle, locatie van het festival van 2025

## Locatie
Het was de derde keer dat Zwitserland gastland was, na de eerste editie van het festival in 1956 en in 1989, die respectievelijk in Lugano en Lausanne werden gehouden. In 2025 werd het festival gehouden in de St. Jakobshalle in Bazel.

## Biedingsfase
Na de overwinning van Zwitserland in 2024 toonden verschillende Zwitserse steden interesse in de organisatie van de editie van 2025. Vier dienden uiteindelijk een kandidatuur in. Dit waren Bazel, Genève, Zürich en een combinatiebod van Bern en Biel/Bienne. Op 19 juli vielen de kandidaturen van Bern & Biel/Bienne en Zürich af. Op 30 augustus viel de definitieve keuze op Bazel.

## Formule
Voor deze editie van het Eurovisiesongfestival werden organisatorische aanpassingen doorgevoerd. Deze waren gebaseerd op de bevindingen van een onafhankelijk onderzoek naar de editie van 2024 in het Zweedse Malmö. Een van de belangrijkste veranderingen was de aanstelling van een nieuwe directeur, die toezicht moest houden op het werk van de uitvoerend supervisor. Daarnaast ging de EBU zich richten op het verduidelijken van de regels voor delegaties, intensievere samenwerking met fanclubs en influencers, en het versterken van de veiligheidsvoorzieningen. Deelnemers en medewerkers kregen vanaf deze editie extra begeleiding. Die wordt gegeven door een zogenoemde ‘welfare producer’. De introductie van deze functie behoort tot de maatregelen die de European Broadcasting Union aankondigde en bij moesten dragen aan een veilige omgeving voor en achter de schermen. Ook onderdeel van de maatregelen was het invoeren van locaties waar niet gefilmd mocht worden.
Deelnemers mochten op het podium alleen hun eigen landenvlag tonen. De bezoekers in de zaal mochten daarentegen zwaaien met elke vlag die in Zwitserland per wet is toegestaan.

### Productie
Het Eurovisiesongfestival 2025 werd geproduceerd door de Zwitserse nationale omroep SRG SSR. Het kernteam bestond uit Reto Peritz en Moritz Stadler als uitvoerende producenten, en Yves Schifferle als hoofd van de show. Christer Björkman en Tobias Åberg keerden terug binnen de leiding van de show en de productie. De art-director is Artur Deyneuve. Het decor werd gebouwd door het Nederlandse bedrĳf Unbranded.
Op 12 mei 2025 werden wijzigingen aangekondigd in de manier waarop de finalisten bekend worden gemaakt. Voor de eerste negen finalisten werden de verschillende acts in groepen van drie tegelijk in beeld gebracht via een split-screen, waarna er telkens één land doorstootte naar de finale. De tiende en laatste finalist werd bekendgemaakt terwijl de presentatoren in beeld waren. Normaliter werden voorheen bij de bekendmaking de verschillende delegaties in de Green Room in beeld gebracht.
De drie liveshows kregen allemaal een eigen karakter. Omroep SRG SRR maakte gebruik van drie verschillende thema’s per uitzending. Het Eurovisiesongfestival vond voor het eerst plaats in 1956, in Zwitserland. De halve finale op 13 mei kende om die reden een thema gelinkt aan die eerste editie van de liedjeswedstrijd. Dit was het thema "Where It All Began", waarin een eerbetoon werd gegeven aan de oorsprong van het Eurovisiesongfestival.
De tweede halve finale had het thema "Eurovision Fans". Voor de finale op zaterdag 17 mei is het thema "Let’s Celebrate a New Winner".  Hazel Brugger en Sandra Studer presenteren de twee halve finales. Het duo wordt in de finale vergezeld door Michelle Hunziker. Paola (Zwitserland 1969 en 1980), Peter van het trio Peter, Sue & Marc (Zwitserland 1971, 1976, 1979 en 1981), Luca Hänni (Zwitserland 2019) en Gjon's Tears (Zwitserland 2020 en 2021) zongen tijdens de finale een medley van Zwitserse successen op het liedjesfestijn. Ook de overwinning van Nemo kwam aan bod. Nemo zong in de finale diens winnende lied van een jaar eerder.

### Samenstelling halve finales
Op 28 januari 2025 vond de loting voor de halve finales plaats. De presentatie was in handen van Jennifer Bosshard en Jan van Ditzhuijzen. Na het afhaken van Moldavië waren er nog 31 landen die door de halve finale moesten zien te komen. Uit beide halve finales gingen tien kandidaten door naar de finale op 17 mei. De Big 5 en gastland Zwitserland waren voor die finale al automatisch geplaatst, maar kregen tijdens de loting te horen in welke halve finale zij moesten stemmen.
Zoals in de afgelopen jaren gebruikelijk werden de deelnemende landen verdeeld in potten op basis van hun stemgedrag. Van de eerste pot, met zeven kandidaten, gingen er drie naar de eerste halve finale, met vijftien deelnemers, en vier naar de tweede, met zestien deelnemers. De andere vier potten bevatten ieder zes landen die werden verdeeld over de halve finales.
| Pot 1                                                                      | Pot 2                                                          | Pot 3                                                             | Pot 4                                                            | Pot 5                                                             |
| -------------------------------------------------------------------------- | -------------------------------------------------------------- | ----------------------------------------------------------------- | ---------------------------------------------------------------- | ----------------------------------------------------------------- |
| - België - Estland - Luxemburg - Letland - Litouwen - Nederland - Tsjechië | - Armenië - Azerbeidzjan - Georgië - Israël - Polen - Oekraïne | - Albanië - Oostenrijk - Kroatië - Montenegro - Servië - Slovenië | - Cyprus - Griekenland - Ierland - Malta - Portugal - San Marino | - Australië - Denemarken - Finland - IJsland - Noorwegen - Zweden |

## Deelnemerslijst

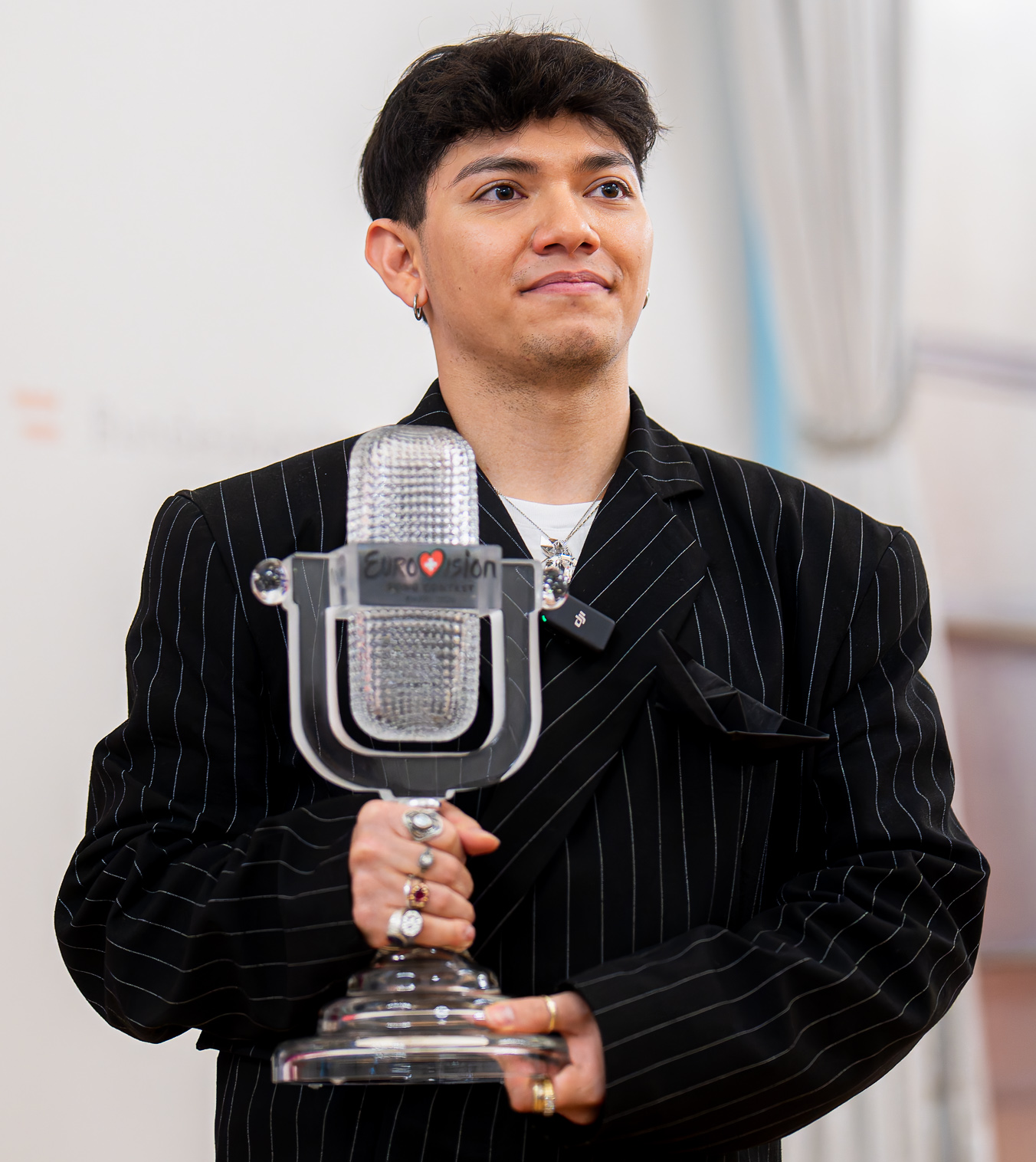
JJ, de winnaar namens Oostenrijk.

Geïnteresseerde omroepen hadden tot 15 september 2024 de tijd om hun deelname bij de EBU in te dienen en tot 11 oktober om zich terug te trekken zonder financiële consequenties. De Kosovaarse omroep RTK diende een formeel verzoek in om te kunnen deelnemen. In augustus 2024 meldde de Kosovaarse nieuwsbron Zëri dat de EBU het verzoek van RTK in juli had afgewezen. De EBU gaf de Nederlandse omroep AVROTROS uitstel voor inschrijving. De omroep kreeg van de EBU tot 1 november de tijd om zich aan te melden.
Op 12 december 2024 werd de volledige deelnemerslijst bekendgemaakt. In januari 2025 trok Moldavië zich nog terug. Zodoende deden er 37 landen mee.
Op 28 januari werd middels een loting bepaald wie er in welke halve finale stond.

### Eerste halve finale
Zwitserland, Italië en Spanje stemden in deze halve finale mee. Net als een jaar eerder traden de direct voor de finale gekwalificeerde landen ook op; Spanje (tussen Estland en Oekraïne), Italië (tussen België en Azerbeidzjan) en gastland Zwitserland (tussen Kroatië en Cyprus).
| Plaats | Land         | Artiest             | Lied                          | Taal                | Punten |
| ------ | ------------ | ------------------- | ----------------------------- | ------------------- | ------ |
| 1      | Oekraïne     | Ziferblat           | Bird of pray                  | Oekraïens en Engels | 137    |
| 2      | Albanië      | Shkodra Elektronike | Zjerm                         | Albanees            | 122    |
| 3      | Nederland    | Claude              | C'est la vie                  | Frans en Engels     | 121    |
| 4      | Zweden       | KAJ                 | Bara bada bastu               | Zweeds              | 118    |
| 5      | Estland      | Tommy Cash          | Espresso macchiato            | Engels en Italiaans | 113    |
| 6      | IJsland      | VÆB                 | Róa                           | IJslands            | 97     |
| 7      | Polen        | Justyna Steczkowska | Gaja                          | Pools en Engels     | 85     |
| 8      | Noorwegen    | Kyle Alessandro     | Lighter                       | Engels              | 82     |
| 9      | Portugal     | NAPA                | Deslocado                     | Portugees           | 56     |
| 10     | San Marino   | Gabry Ponte         | Tutta l'Italia                | Italiaans           | 46     |
| 11     | Cyprus       | Theo Evan           | Shh                           | Engels              | 44     |
| 12     | Kroatië      | Marko Bošnjak       | Poison cake                   | Engels              | 28     |
| 13     | Slovenië     | Klemen              | How much time do we have left | Engels              | 23     |
| 14     | België       | Red Sebastian       | Strobe lights                 | Engels              | 23     |
| 15     | Azerbeidzjan | Mamagama            | Run with u                    | Engels              | 7      |

### Tweede halve finale
Duitsland, Frankrijk en het Verenigd Koninkrijk stemden in deze halve finale mee. Ook zij traden tijdens deze halve finale op: het Verenigd Koninkrijk tussen Oostenrijk en Griekenland, Frankrijk tussen Georgië en Denemarken en Duitsland tussen Israël en Servië. 
| Plaats | Land        | Artiest          | Lied                   | Taal                       | Punten |
| ------ | ----------- | ---------------- | ---------------------- | -------------------------- | ------ |
| 1      | Israël      | Yuval Raphael    | New day will rise      | Engels, Frans en Hebreeuws | 203    |
| 2      | Letland     | Tautumeitas      | Bur man laimi          | Lets                       | 130    |
| 3      | Finland     | Erika Vikman     | Ich komme              | Fins                       | 115    |
| 4      | Griekenland | Klavdia          | Asteromáta             | Grieks                     | 112    |
| 5      | Oostenrijk  | JJ               | Wasted love            | Engels                     | 104    |
| 6      | Litouwen    | Katarsis         | Tavo akys              | Litouws                    | 103    |
| 7      | Luxemburg   | Laura Thorn      | La poupée monte le son | Frans                      | 62     |
| 8      | Denemarken  | Sissal           | Hallucination          | Engels                     | 61     |
| 9      | Malta       | Miriana Conte    | Serving                | Engels                     | 53     |
| 10     | Armenië     | PARG             | Survivor               | Engels en Armeens          | 51     |
| 11     | Australië   | Go-Jo            | Milkshake man          | Engels                     | 41     |
| 12     | Tsjechië    | ADONXS           | Kiss kiss goodbye      | Engels                     | 29     |
| 13     | Ierland     | EMMY             | Laika party            | Engels                     | 28     |
| 14     | Servië      | Princ            | Mila                   | Servisch                   | 28     |
| 15     | Georgië     | Mariam Sjengelia | Freedom                | Georgisch en Engels        | 28     |
| 16     | Montenegro  | Nina Žižić       | Dobrodošli             | Montenegrijns              | 12     |

### Finale
Oostenrijk won het 69e Eurovisiesongfestival met het nummer Wasted love van JJ. De inzending eindigde als eerste bij de jury's en vierde bij de televoting, wat voldoende was voor de eindzege. Israël, dat de televoting won, werd tweede, gevolgd door Estland, dat met Tommy Cash zijn beste resultaat sinds 2002 behaalde. Topfavoriet Zweden eindigde als vierde, Italië werd vijfde. Nederland werd twaalfde, mede dankzij een sterke juryscore. San Marino eindigde als laatste. Het Verenigd Koninkrijk en Zwitserland kregen geen televotingpunten; Zwitserland werd wel tweede bij de jury’s.
| Plaats | Land                | Artiest             | Lied                         | Taal                       | Publiek | Jury | Totaal |
| ------ | ------------------- | ------------------- | ---------------------------- | -------------------------- | ------- | ---- | ------ |
| 1      | Oostenrijk          | JJ                  | Wasted love                  | Engels                     | 178     | 258  | 436    |
| 2      | Israël              | Yuval Raphael       | New day will rise            | Engels, Frans en Hebreeuws | 297     | 60   | 357    |
| 3      | Estland             | Tommy Cash          | Espresso macchiato           | Engels en Italiaans        | 258     | 98   | 356    |
| 4      | Zweden              | KAJ                 | Bara bada bastu              | Zweeds                     | 195     | 126  | 321    |
| 5      | Italië              | Lucio Corsi         | Volevo essere un duro        | Italiaans                  | 97      | 159  | 256    |
| 6      | Griekenland         | Klavdia             | Asteromáta                   | Grieks                     | 126     | 105  | 231    |
| 7      | Frankrijk           | Louane              | Maman                        | Frans                      | 50      | 180  | 230    |
| 8      | Albanië             | Shkodra Elektronike | Zjerm                        | Albanees                   | 173     | 45   | 218    |
| 9      | Oekraïne            | Ziferblat           | Bird of pray                 | Oekraïens en Engels        | 158     | 60   | 218    |
| 10     | Zwitserland         | Zoë Më              | Voyage                       | Frans                      | 0       | 214  | 214    |
| 11     | Finland             | Erika Vikman        | Ich komme                    | Fins                       | 108     | 88   | 196    |
| 12     | Nederland           | Claude              | C'est la vie                 | Frans en Engels            | 42      | 133  | 175    |
| 13     | Letland             | Tautumeitas         | Bur man laimi                | Lets                       | 42      | 116  | 158    |
| 14     | Polen               | Justyna Steczkowska | Gaja                         | Pools en Engels            | 139     | 17   | 156    |
| 15     | Duitsland           | Abor & Tynna        | Baller                       | Duits                      | 74      | 77   | 151    |
| 16     | Litouwen            | Katarsis            | Tavo akys                    | Litouws                    | 62      | 34   | 96     |
| 17     | Malta               | Miriana Conte       | Serving                      | Engels                     | 8       | 83   | 91     |
| 18     | Noorwegen           | Kyle Alessandro     | Lighter                      | Engels                     | 67      | 22   | 89     |
| 19     | Verenigd Koninkrijk | Remember Monday     | What the hell just happened? | Engels                     | 0       | 88   | 88     |
| 20     | Armenië             | PARG                | Survivor                     | Engels en Armeens          | 30      | 42   | 72     |
| 21     | Portugal            | NAPA                | Deslocado                    | Portugees                  | 13      | 37   | 50     |
| 22     | Luxemburg           | Laura Thorn         | La poupée monte le son       | Frans                      | 24      | 23   | 47     |
| 23     | Denemarken          | Sissal              | Hallucination                | Engels                     | 2       | 45   | 47     |
| 24     | Spanje              | Melody              | Esa diva                     | Spaans                     | 10      | 27   | 37     |
| 25     | IJsland             | VÆB                 | Róa                          | IJslands                   | 33      | 0    | 33     |
| 26     | San Marino          | Gabry Ponte         | Tutta l'Italia               | Italiaans                  | 18      | 9    | 27     |

## Gedetailleerde puntenverdeling

### Eerste halve finale
In deze halve finale stemden de vijftien deelnemers, met ook nog Italië, Spanje en Zwitserland die al rechtstreeks geplaatst waren voor de finale. De stemming gebeurde via televoting, met uitzondering van San Marino waarbij een jury de punten uitdeelde.
|    |              | Totaal | Alb | Aze | Bel | Cro | Cyp | Est | Isl | Ita | Ned | Nor | Pol | Prt | Smr | Slo | Esp | Swe | Sui | Ukr | ROW |
| 1  | Oekraïne     | 137    | 10  | 7   | 6   | 4   | 12  | 8   | 4   | 7   | 8   | 5   | 12  | 12  | 6   | 8   | 12  | 4   | 2   | X   | 10  |
| 2  | Albanië      | 122    | X   | 6   | 7   | 10  | 3   | 2   | 2   | 10  | 4   | 4   | 10  | 8   | 1   | 7   | 6   | 10  | 10  | 10  | 12  |
| 3  | Nederland    | 121    | 7   | 3   | 12  | 3   | 10  | 10  | 8   | 5   | X   | 10  | 4   | 10  | 3   | 6   | 3   | 8   | 12  | 6   | 1   |
| 4  | Zweden       | 118    | 6   | 4   | 8   | 8   | 5   | 12  | 12  | 6   | 7   | 12  | 7   | 7   |     | 4   | 2   | X   | 7   | 4   | 7   |
| 5  | Estland      | 113    | 8   | 10  | 4   | 12  | 8   | X   | 6   | 8   | 6   | 6   | 8   | 6   | 10  | 1   | 4   | 6   | 3   | 3   | 4   |
| 6  | IJsland      | 97     | 5   |     | 5   | 7   | 7   | 7   | X   | 4   | 10  | 8   | 6   | 2   |     | 5   | 5   | 12  | 4   | 2   | 8   |
| 7  | Polen        | 85     | 2   | 1   | 10  | 1   | 4   |     | 7   | 3   | 12  | 7   | X   | 4   |     |     | 10  | 7   | 6   | 5   | 6   |
| 8  | Noorwegen    | 82     | 3   | 8   | 2   | 5   | 6   | 5   | 10  | 2   | 2   | X   | 5   | 3   |     | 2   | 8   | 5   | 1   | 12  | 3   |
| 9  | Portugal     | 56     |     |     | 3   |     |     | 6   | 1   | 1   | 3   | 3   | 3   | X   | 4   | 3   | 7   | 2   | 8   | 7   | 5   |
| 10 | San Marino   | 46     | 4   | 5   | 1   | 2   | 2   | 4   | 3   | 12  |     | 2   | 1   | 1   | X   |     | 1   | 3   | 5   |     |     |
| 11 | Cyprus       | 44     | 12  | 12  |     |     | X   |     |     |     |     |     |     | 5   | 5   | 10  |     |     |     |     |     |
| 12 | Kroatië      | 28     |     |     |     | X   |     |     |     |     | 1   |     | 2   |     | 2   | 12  |     | 1   |     | 8   | 2   |
| 13 | Slovenië     | 23     | 1   | 2   |     | 6   | 1   | 3   |     |     |     | 1   |     |     | 8   | X   |     |     |     | 1   |     |
| 14 | België       | 23     |     |     | X   |     |     | 1   | 5   |     | 5   |     |     |     | 12  |     |     |     |     |     |     |
| 15 | Azerbeidzjan | 7      |     | X   |     |     |     |     |     |     |     |     |     |     | 7   |     |     |     |     |     |     |

## Controverse rond Israëlische deelname

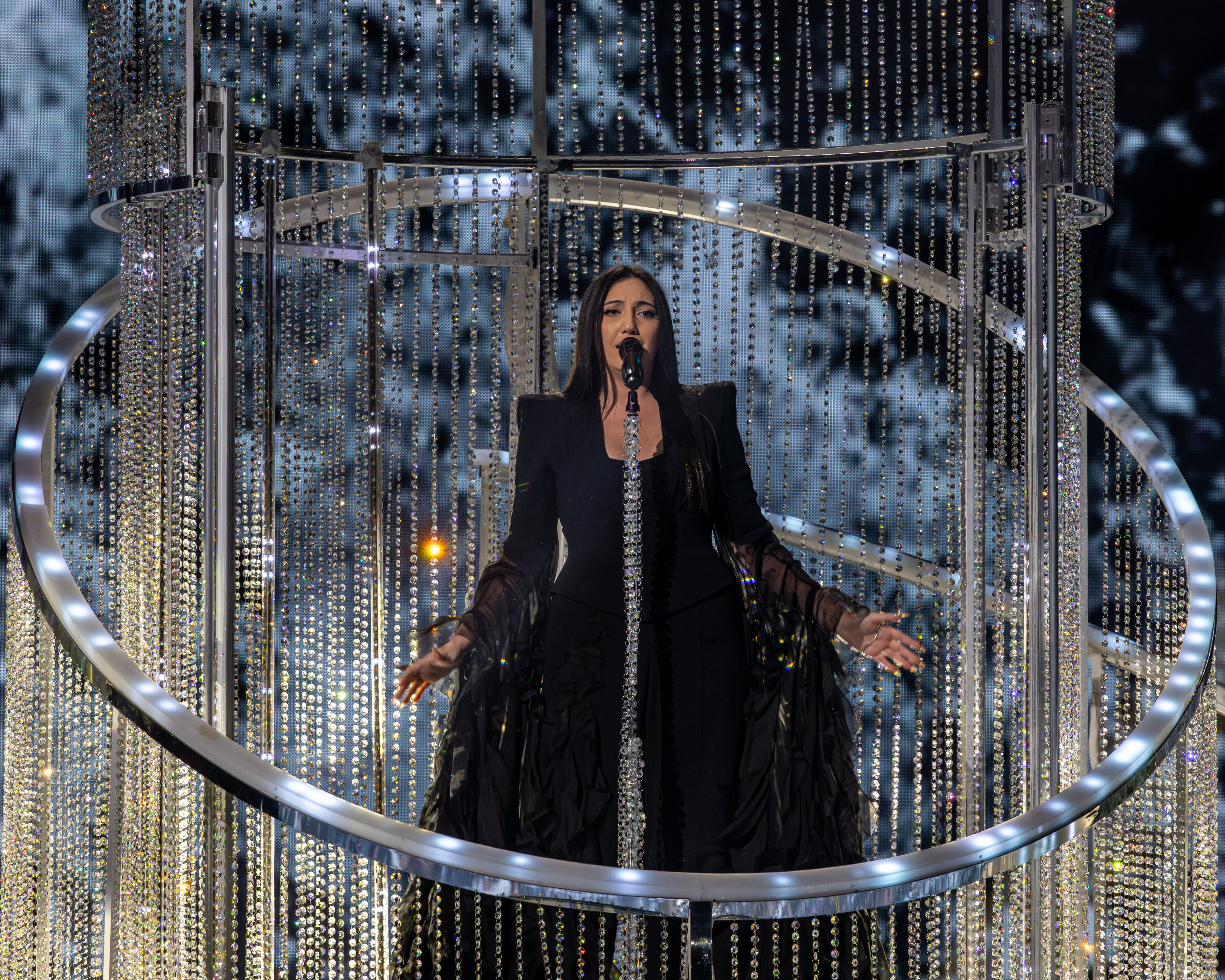
Yuval Raphael zong namens Israël

## Wijzigingen

Deelnemende landen
Landen die zich niet voor de finale kwalificeerden
Landen die in het verleden meededen maar dit jaar afwezig zijn

### Tweede halve finale
In deze halve finale stemden de zestien deelnemers, met ook nog Duitsland, Frankrijk en het Verenigd Koninkrijk die al rechtstreeks geplaatst waren voor de finale. De stemming gebeurde via televoting.
|    |             | Totaal | Arm | Aus | Aut | Cze | Den | Fin | Fra | Geo | Deu | Gre | Irl | Isr | Lva | Ltu | Lux | Mlt | Mne | Srb | Gbr | ROW |
| 1  | Israël      | 203    | 2   | 12  | 12  | 12  | 12  | 12  | 12  | 10  | 12  | 12  | 12  | X   | 10  | 10  | 12  | 12  | 8   | 7   | 12  | 12  |
| 2  | Letland     | 130    | 4   | 7   | 8   | 10  | 8   | 10  | 6   | 7   | 8   | 3   | 8   | 4   | X   | 12  | 7   | 3   | 3   | 4   | 8   | 10  |
| 3  | Finland     | 115    | 6   | 10  | 4   | 7   | 10  | X   | 2   | 4   | 6   | 2   | 7   | 2   | 8   | 7   | 6   | 10  | 6   | 8   | 4   | 6   |
| 4  | Griekenland | 112    | 12  | 5   | 7   | 4   | 4   | 1   | 7   | 5   | 10  | X   | 1   | 8   |     |     | 10  | 8   | 10  | 10  | 3   | 7   |
| 5  | Oostenrijk  | 104    | 8   | 3   | X   | 6   | 7   | 7   | 1   | 6   | 5   | 10  | 6   | 6   | 7   | 8   | 4   | 7   | 7   | 6   |     |     |
| 6  | Litouwen    | 103    | 1   | 1   |     | 8   | 6   | 6   | 5   | 8   | 7   | 4   | 10  |     | 12  | X   | 8   | 2   | 5   | 5   | 10  | 5   |
| 7  | Luxemburg   | 62     |     | 4   | 6   |     | 5   | 4   | 10  |     | 3   | 7   | 2   | 10  | 5   | 1   | X   |     | 1   | 3   | 1   |     |
| 8  | Denemarken  | 61     | 3   | 6   | 3   | 5   | X   | 8   | 3   |     | 4   |     | 5   | 1   | 2   | 4   | 1   | 4   | 2   |     | 6   | 4   |
| 9  | Malta       | 53     | 7   | 8   | 1   | 2   | 1   | 3   |     | 2   |     | 6   | 4   | 5   |     |     | 3   | X   | 4   | 2   | 2   | 3   |
| 10 | Armenië     | 51     | X   |     |     | 3   |     |     | 8   | 12  |     | 8   |     | 12  | 1   | 5   |     | 1   |     | 1   |     |     |
| 11 | Australië   | 41     |     | X   | 2   | 1   | 3   | 5   |     | 1   | 2   |     | 3   |     | 6   | 6   |     | 5   |     |     | 5   | 2   |
| 12 | Tsjechië    | 29     | 5   |     | 5   | X   |     |     |     | 3   |     |     |     | 3   |     |     | 5   |     |     |     |     | 8   |
| 13 | Ierland     | 28     |     | 2   |     |     | 2   | 2   |     |     |     |     | X   |     | 4   | 2   | 2   | 6   |     |     | 7   | 1   |
| 14 | Servië      | 28     |     |     | 10  |     |     |     | 4   |     | 1   | 1   |     |     |     |     |     |     | 12  | X   |     |     |
| 15 | Georgië     | 28     | 10  |     |     |     |     |     |     | X   |     | 5   |     | 7   | 3   | 3   |     |     |     |     |     |     |
| 16 | Montenegro  | 12     |     |     |     |     |     |     |     |     |     |     |     |     |     |     |     |     | X   | 12  |     |     |